# 점프 블루스

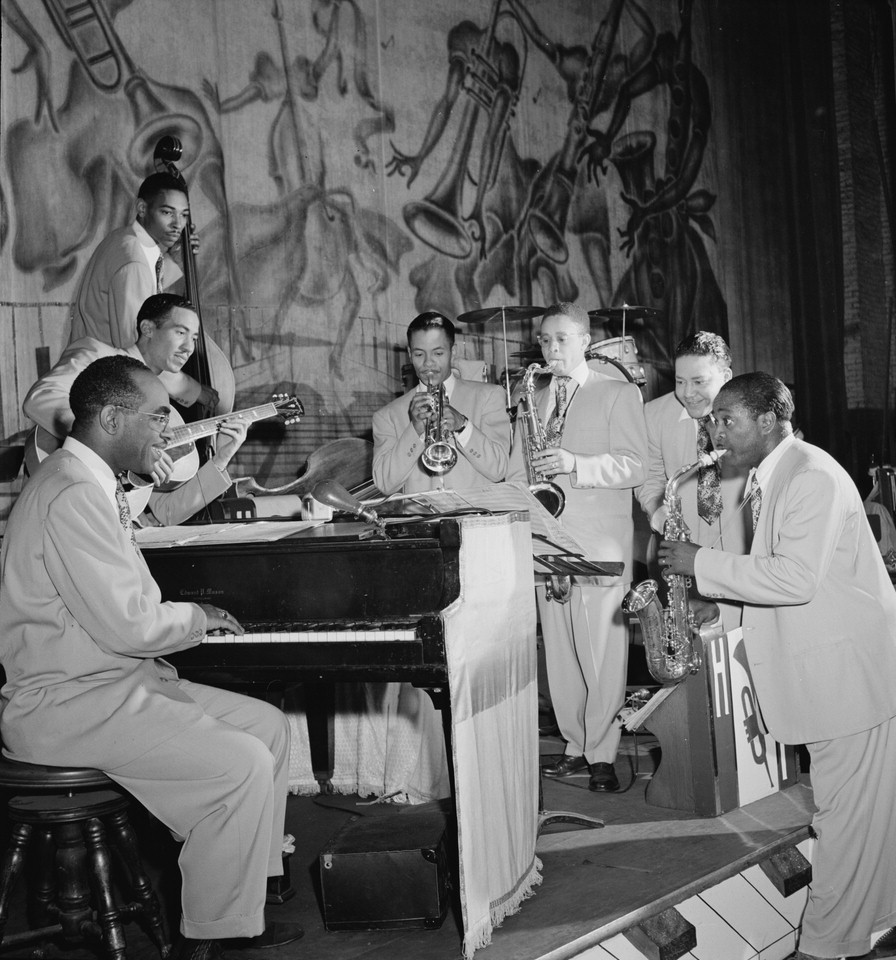

점프 블루스(Jump blues)는 블루스의 한 종류고 재즈의 스윙리듬, 블루스의 일반적인 화성 구조와 리프를 혼합했다.